# Stigma (manga)
Stigma (stigma?) è un manga one-shot interamente a colori di Kazuya Minekura. L'opera è stata pubblicata in Giappone dalla casa editrice Shinshokan il 15 dicembre 2000, mentre in Italia è uscita per conto di Dynit il 31 ottobre 2007.

## Trama
Tit e l'uomo senza nome sono alla ricerca del cielo azzurro scomparso a causa della stupidità e dell'ignoranza umana e degli uccelli ormai estinti poiché non possono volare in un cielo grigio catrame. Durante l'opera l'uomo senza nome scopre ciò che desidera realmente, poiché avendo perso la memoria non sapeva neanche cosa cercare, e capisce il legame affettivo, quasi paterno che lo lega al ragazzo. L'opera tratta inoltre della filosofia interiore del protagonista.